# Casa Polonă din Suceava

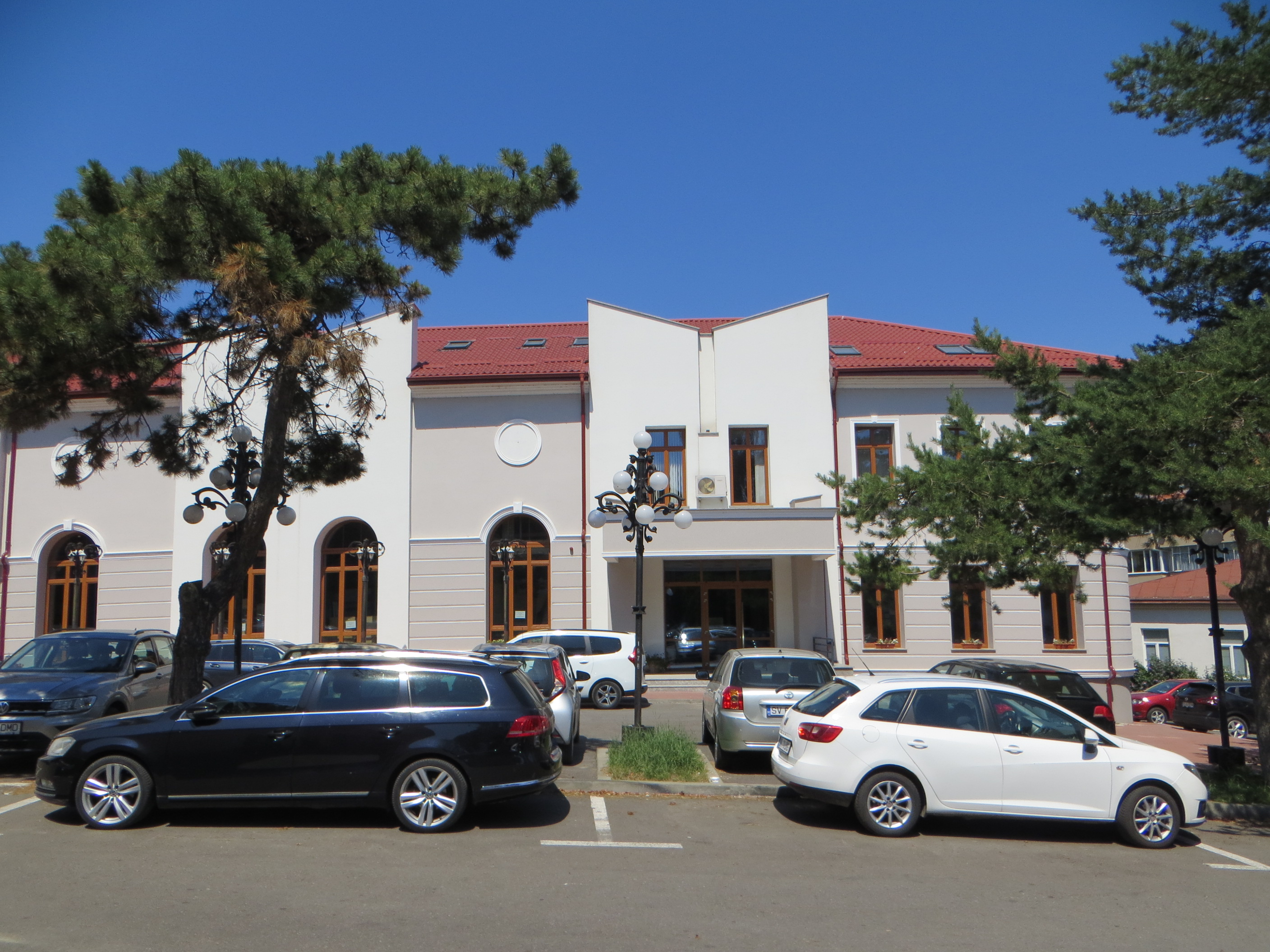
Casa Polonă din Suceava

Casa Polonă din Suceava (în poloneză Dom Polski w Suczawie), cunoscută și sub denumirea poloneză de Dom Polski, este o clădire construită în perioada 1903–1907 în municipiul Suceava pentru a servi ca lăcaș de cultură al cetățenilor polonezi din oraș. Ea se află situată pe strada Ion Vodă Viteazul nr. 5 (anterior strada Ana Ipătescu nr. 12), în centrul orașului. Începând din anul 1996, clădirea găzduiește sediul Uniunii Polonezilor din România (UPR), formațiunea politică care reprezintă interesele minorității poloneze din România.

## Istoric

### Construirea clădirii. Societatea Polonă de Lectură
Încă din perioada Evului Mediu, negustorii polonezi aflați pe teritoriul Moldovei au avut o clădire proprie care a servit de loc de odihnă, întâlnire și sfat. Această casă este amintită într-un hrisov din 1408 al domnitorului Alexandru cel Bun (1400–1432).

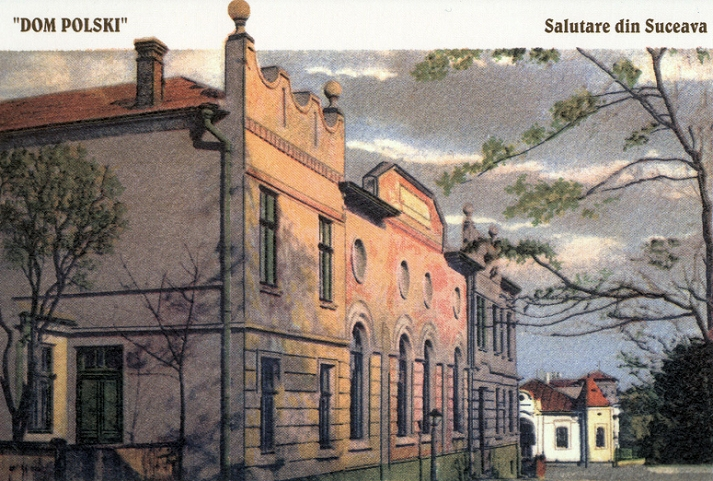
Casa Polonă într-o ilustrată de epocă

La data de 21 mai 1903 este înființată Societatea Polonă de Lectură din Suceava, al cărei scop era cultivarea limbii și a tradițiilor poloneze, cultivarea patriotismului și păstrarea spiritului polonez. În același an, sunt începute lucrările de construcție a unei clădiri care să găzduiască sediul acestui lăcaș de cultură al etnicilor poloni din oraș. Construcția Casei Polone este finalizată în anul 1907, ea fiind realizată după planurile arhitectului Alojz Friedel. Edificiul a fost ridicat lângă Biserica Învierea Domnului, în apropiere de Parcul Central al orașului.
Aici sunt organizate reprezentații teatrale susținute de actorii din Cernăuți, precum și de alte trupe din România, serate de muzică clasică organizate de Reuniunea muzicală „Ciprian Porumbescu”, întâlniri cu prilejul unor aniversări. De asemenea, anual se țin aici două concursuri de dans pentru locuitorii din oraș.
În anul 1912, în Casa Polonă sunt instalate primele aparate de proiecție cinematografică din orașul Suceava, începând de atunci localul fiind folosit deopotrivă ca cinematograf și ca sală pentru reprezentații teatrale sau muzical-artistice.

### Perioada regimului comunist. Teatrul Municipal
După instaurarea în România a regimului comunist, în anul 1950, guvernul interzice activitatea Uniunii Polonezilor din România, iar clădirea Casei Polone este naționalizată. În anul 1953, printr-o hotărâre a Consiliului de Miniștri, se înființează Ansamblul artistic „Ciprian Porumbescu” din Suceava, care primește ca sediu clădirea Casei Polone. Ansamblul începe să funcționeze din anul 1954.

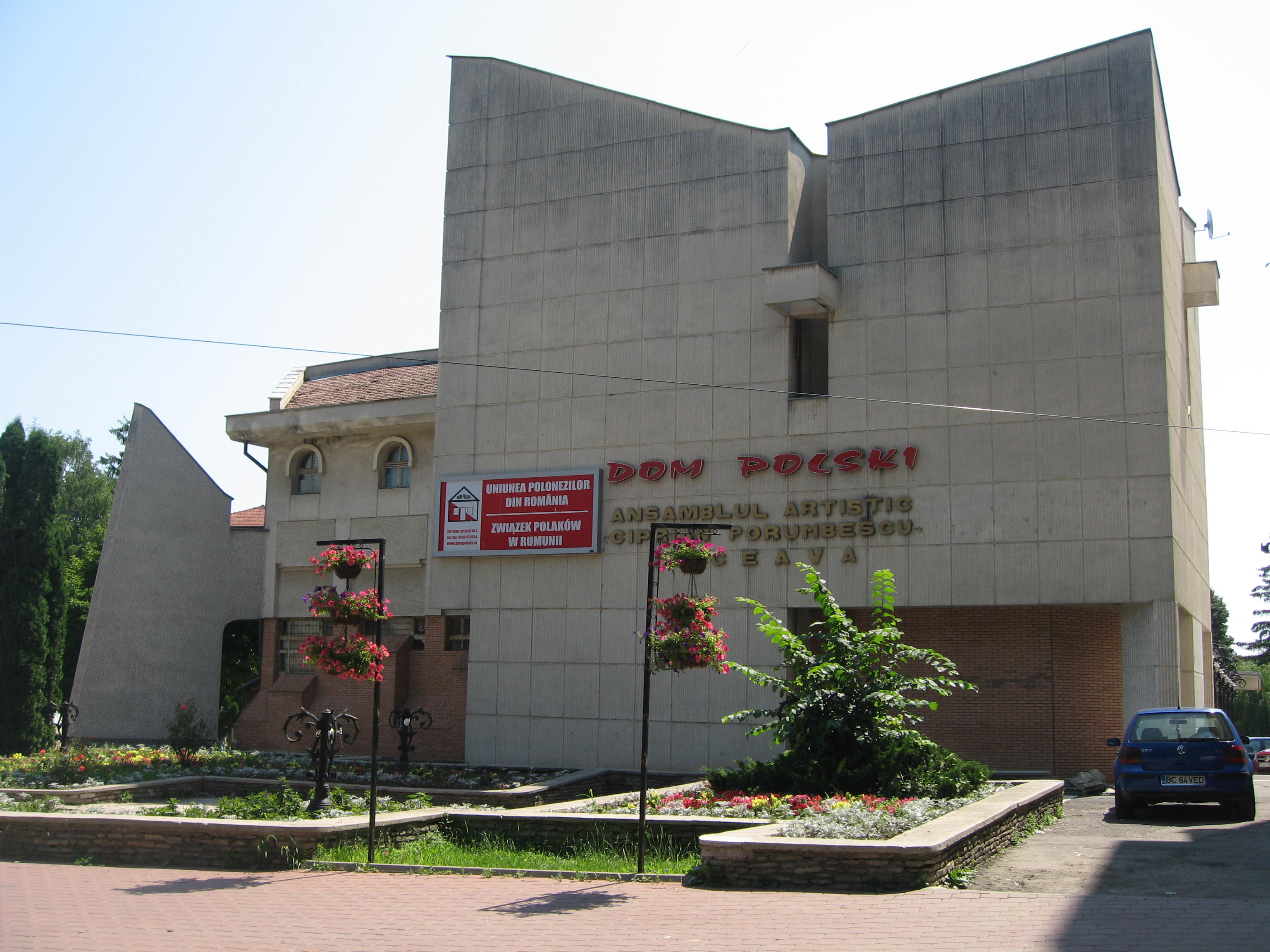
Corpul nou al clădirii, adăugat în anul 1984

În iulie 1984, este înființat Teatrul Municipal Suceava, secție a Teatrului Național „Vasile Alecsandri” din Iași. La această instituție sunt repartizați un regizor și 10 tineri actori, printre care Radu Duda, Carmen Tănase și Adrian Păduraru. Ulterior sunt transferați și alți actori. În decembrie 1984, în prezența a 800 de spectatori, are loc prima reprezentație a Teatrului Municipal Suceava în sala mare a Casei de Cultură.
Autoritățile orașului Suceava au hotărât atribuirea clădirii Dom Polski ca sediu al Teatrului Municipal. În acea perioadă, vechiul edificiu prezenta un grad înalt de uzură și nu dispunea de utilități și instalații. În anul 1984, clădirea este reconstruită, prin consolidarea fundațiilor și prin demolarea și refacerea pereților aflați în pericol de prăbușire, precum și a acoperișului. Tot acum, clădirea este extinsă cu un corp nou, adosat în partea dinspre bulevard. Lucrările se efectuează după planurile arhitecților Gheorghe Pintilescu și Constantin Rabiniuc, șef de șantier fiind inginerul Galan. Edificiul este reconstruit într-o manieră modernă ce îmbină elemente arhitecturale autohtone de tip medieval cu altele moderniste, cu placaje de cărămidă aparentă de tip Bratca, constituindu-se astfel într-o punte de legătură între clădirile medievale din centrul orașului și noul ansamblu de locuințe din vecinătate.
Interiorul edificiului este reamenajat prin construirea unei spațioase săli de spectacole, cu balcon și cu un foaier placat cu dale de marmură. Noul local este inaugurat în septembrie 1985, cu spectacolul Deșteptarea primăverii de Frank Wedekind. În cei cinci ani de activitate, Teatrul Municipal din Suceava a montat și jucat 11 premiere, două recitaluri actoricești și un spectacol aniversar. În februarie 1990, Teatrul Național din Iași desființează secția din Suceava.

### Retrocedarea clădirii către comunitatea poloneză
După căderea regimului comunist, din inițiativa unui grup de polonezi din București, se înființează la 16 martie 1990 în Capitală o organizație care să reprezinte interesele etnicilor polonezi în România, denumită Uniunea Polonezilor din România „Dom Polski”. În același an, pe 20 mai, se înființează Asociația Polonezilor din Suceava, președinte fiind Antoni Rojowski, care activa încă dinainte de Al Doilea Război Mondial în Asociația de Ajutor Frățesc și Societatea Polonă de Lectură – organizația fondată în 1903 la Suceava. La scurt timp după congresul din 13–14 aprilie 1991 ținut la Suceava, sediul Uniunii Polonezilor din România este mutat în acest oraș.
Organizația redobândește în anul 1996, prin hotărâre judecătorească, Casa Polonă din Suceava, sediul conducerii uniunii fiind stabilit în această clădire.
La 21 mai 2003, în stânga intrării în clădire, sunt amplasate două plăci de marmură (una în limba poloneză și una în limba română) pentru a marca aniversarea a 100 de ani de la înființarea Societății Polone de Lectură din Suceava și de la începerea lucrărilor de construcție a Casei Polone. În 2005 este schimbat acoperișul clădirii, iar în 2019 sunt înlocuite ferestrele. Ambele lucrări se realizează cu fonduri primite din partea statului polonez.
În decursul timpului, Casa Polonă a primit vizita unor înalți demnitari atât ai statului polonez, cât și ai statului român: arhiepiscopul de Liov Józef Bilczewski (1905), generalul Józef Haller (19 septembrie 1939), consulul Poloniei la Cernăuți – Tadeusz Buynowski (1940), primatul Poloniei – cardinalul Józef Glemp (10 octombrie 1992), nunțiul apostolic în România – Janusz Bolonek (9 martie 1996), președintele Poloniei – Aleksander Kwaśniewski (15 mai 1996), deputatul polonez Mieczysław Jedoń (1998), mareșalii Senatului Poloniei – Alicja Grześkowiak (1999), respectiv Longin Pastusiak (2002), prințul Radu de Hohenzollern-Veringen și principesa Margareta de Hohenzollern-Sigmaringen (12 mai 2003), precum și ambasadorii Poloniei în România.

### Reabilitarea generală a clădirii

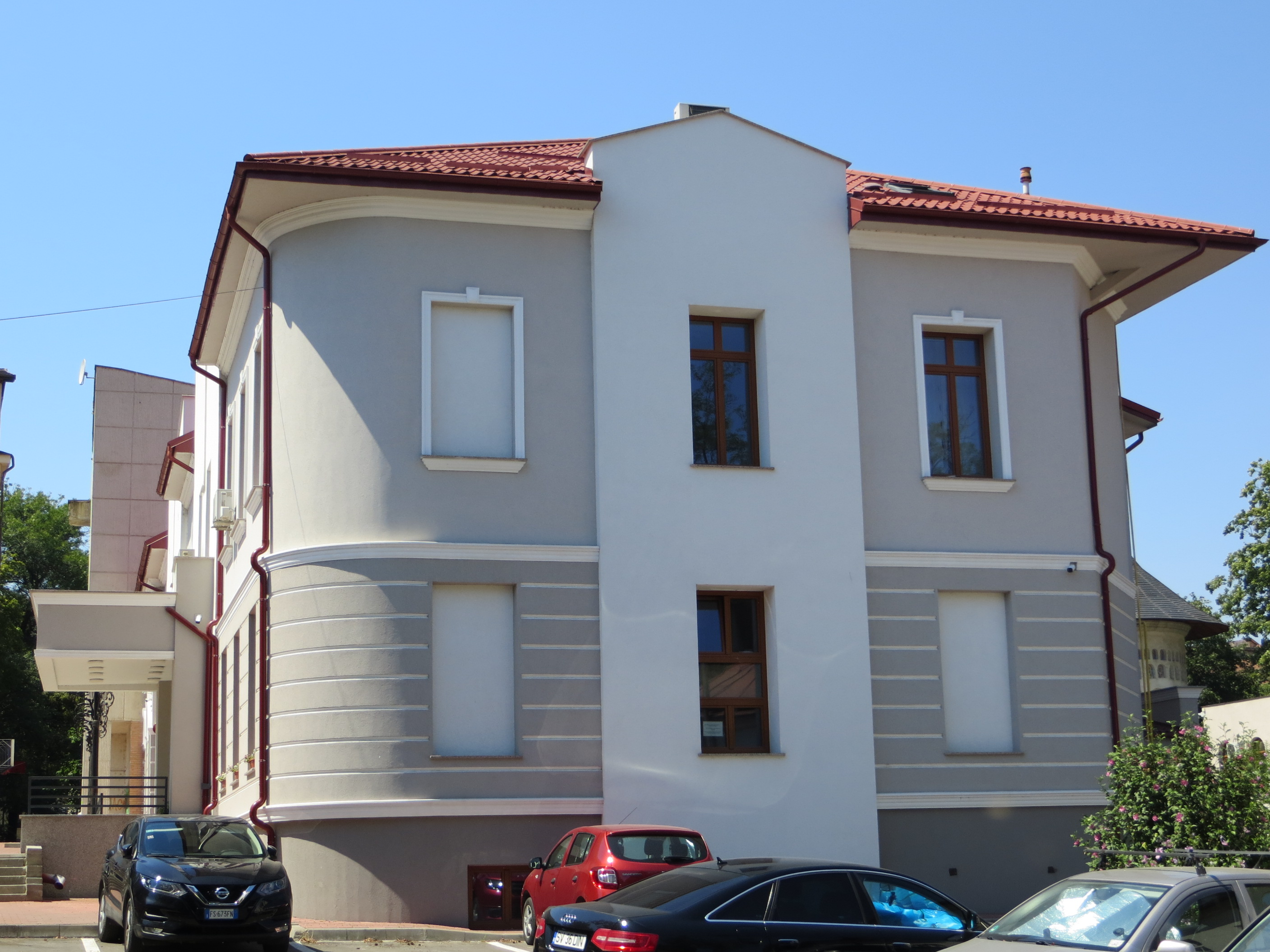
Corpul vechi al clădirii, după reabilitarea generală

În 2021 clădirea Dom Poski intră într-un proces de reabilitare generală care se întinde pe mai mulți ani. În acest sens, statul polonez alocă inițial 100.000 de euro pentru refacerea fațadei, sumă care este completată cu una similară din partea Uniunii Polonezilor din România. Ghervazen Longher, președintele acestei organizații, a menționat că lucrările vor cuprinde întreaga clădire, iar costurile totale vor fi cunoscute abia după ce se va realiza proiectul tehnic. „Pentru noi, polonezii, această clădire este una cu valoare simbolică. A fost construită în 1903 de înaintașii noștri, iar noi avem obligația nu doar să o păstrăm în cele mai bune condiții, ci să îi redăm strălucirea vremurilor de altădată. Clădirea a fost luată abuziv de statul comunist în 1949 și a fost redobândită în cursul anului 1997, iar de atunci a mai suferit o serie de lucrări de renovare”, a explicat Ghervazen Longher.
Lucrările au prevăzut înlocuirea instalației electrice, schimbarea geamurilor, izolarea clădirii, schimbarea centralei termice și modernizarea întregului sistem de încălzire. De asemenea, fațada edificiului este refăcută în totalitate. Caracterul noii fațade este legat de vechea fațadă istorică, dar în același timp unește vizual întreaga clădire – partea sa inițială cu partea construită în anii comunismului. Noua fațadă este finalizată în 2021 ca sarcină publică cofinanțată pe jumătate de Ministerul Afacerilor Externe al Republicii Polone în cadrul concursului „Colaborarea cu Diaspora Poloneză și Polonezii din Străinătate 2021 – infrastructura diasporei poloneze”. La nivelul anului 2024, când sunt demarate lucrările la sala de spectacole din interior, sprijinul financiar oferit de Polonia se ridica la 600.000 de euro, o parte din bani fiind obținuți prin intermediul Asociației „Wspólnota Polska”. Sala de spectacole, cu capacitatea de 270 de locuri pe scaune, este redusă la 200 de locuri, în schimb crește confortul.
Clădirea Casei Polone din Suceava are o suprafață desfășurată de aproximativ 2.500 de metri pătrați. Până în aprilie 2021, a găzduit deopotrivă Ansamblul artistic „Ciprian Porumbescu” și sediul Uniunii Polonezilor din România „Dom Polski”.

## Imagini

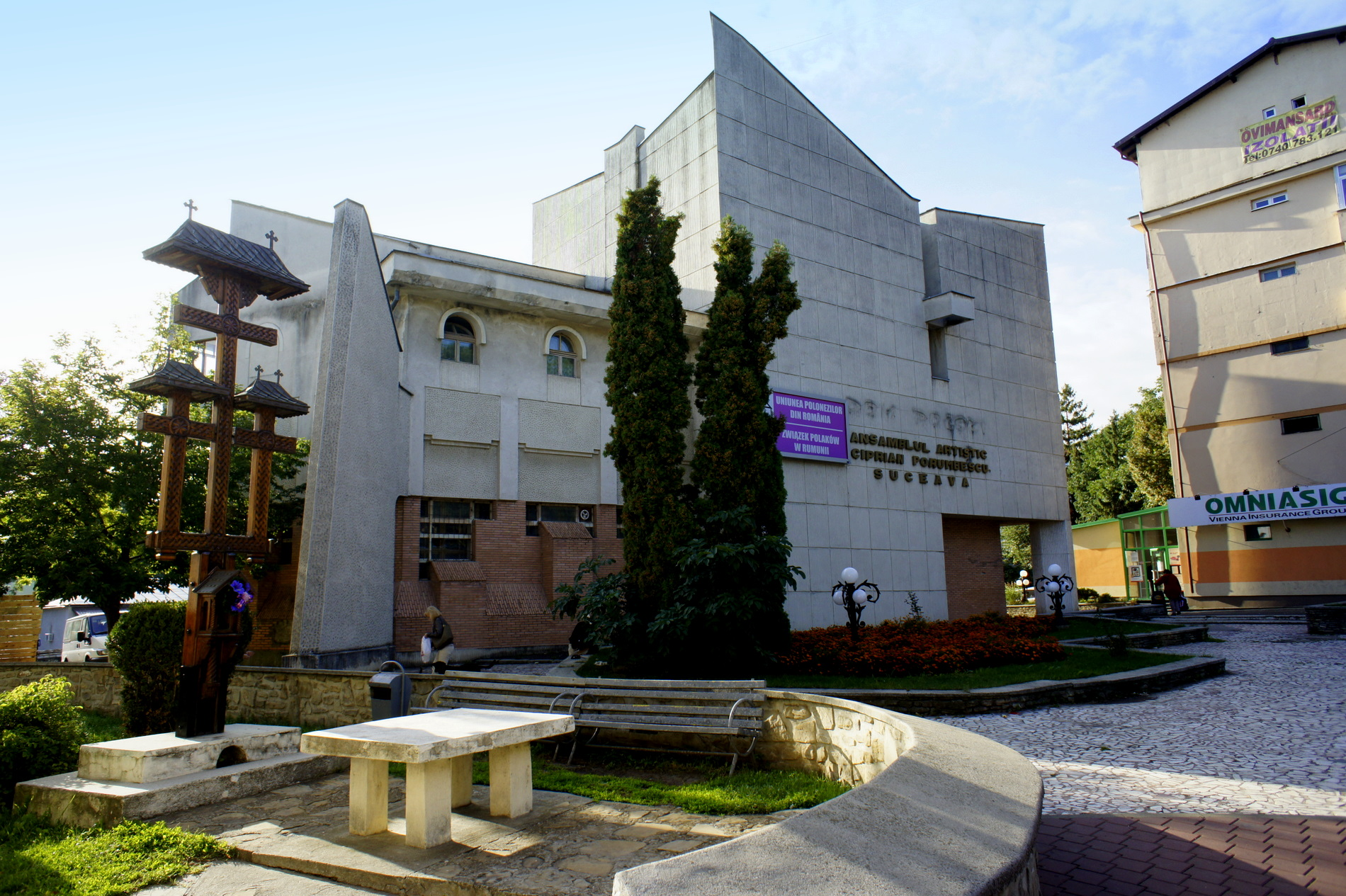
Casa Polonă din Suceava – corpul nou
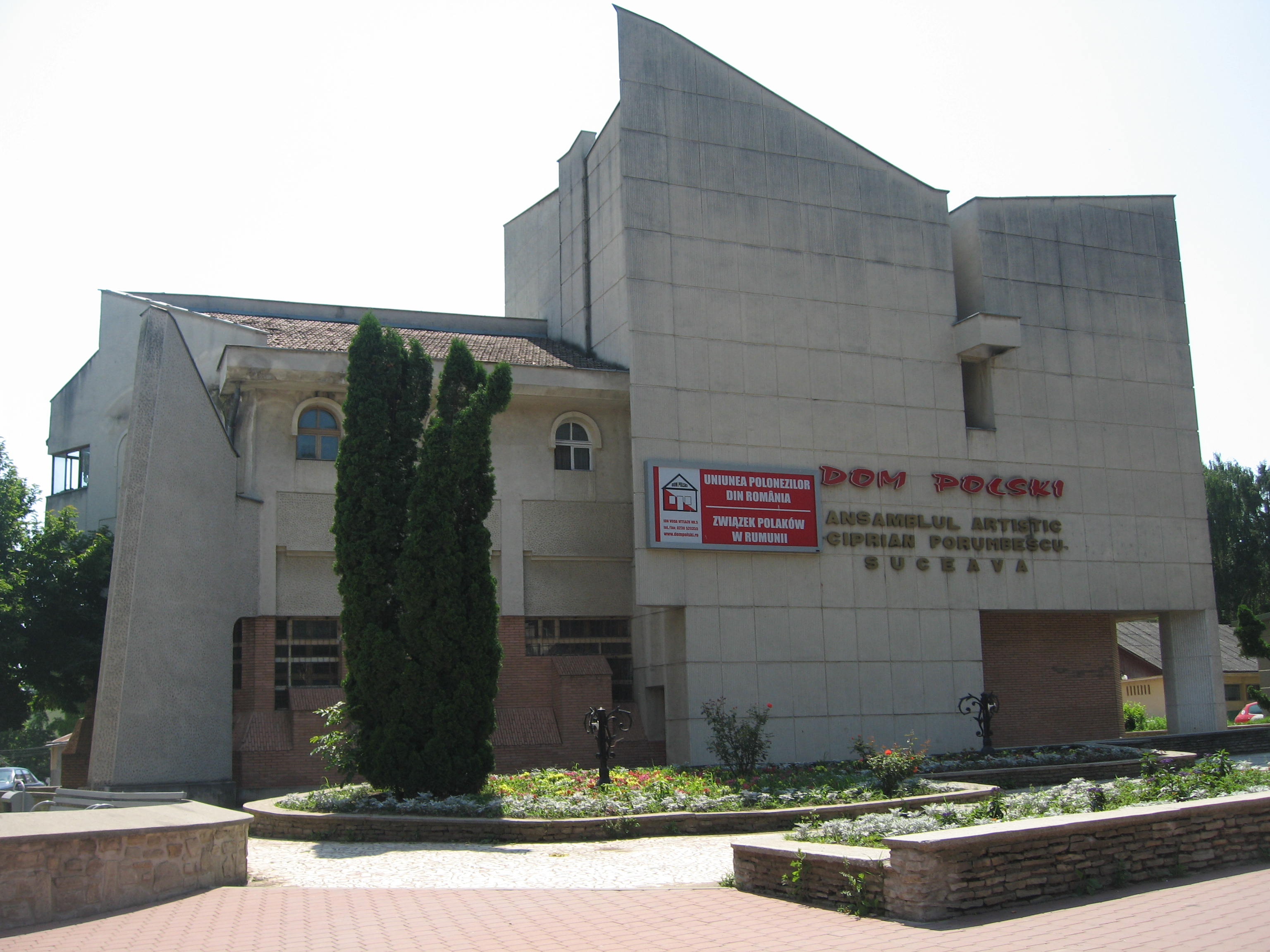
Casa Polonă din Suceava – corpul nou
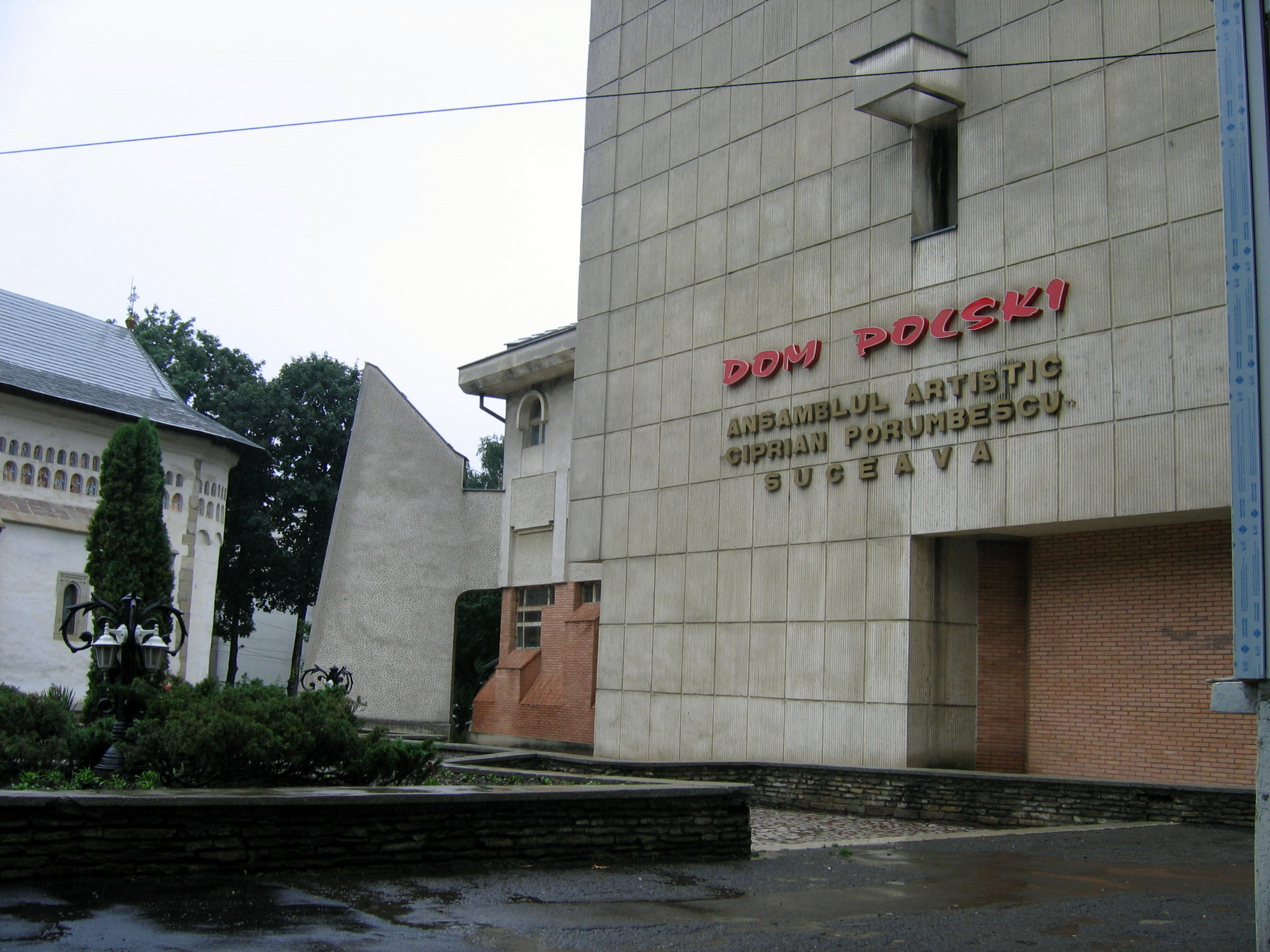
Casa Polonă din Suceava – corpul nou
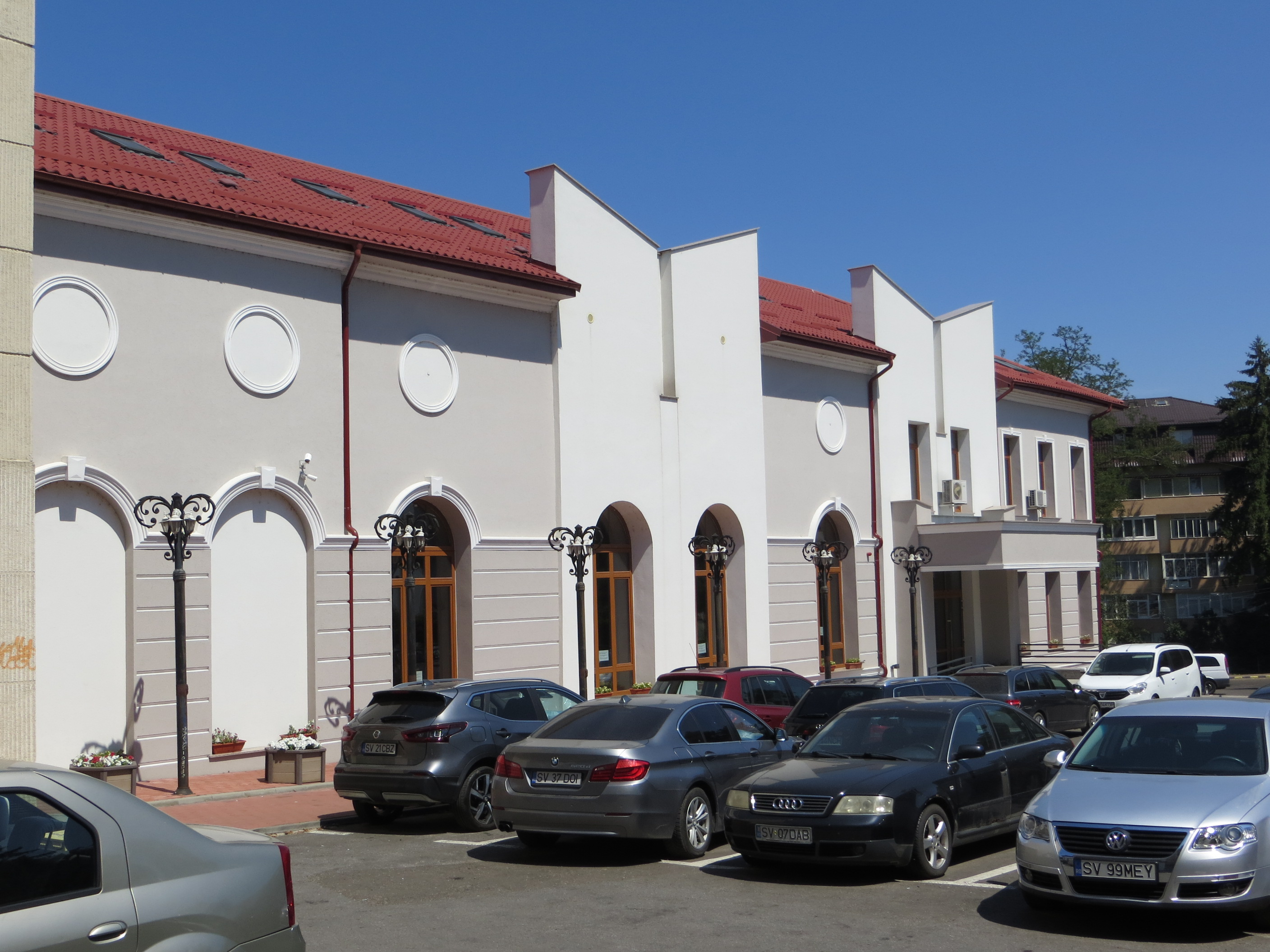
Casa Polonă din Suceava – corpul vechi (după reabilitarea generală)
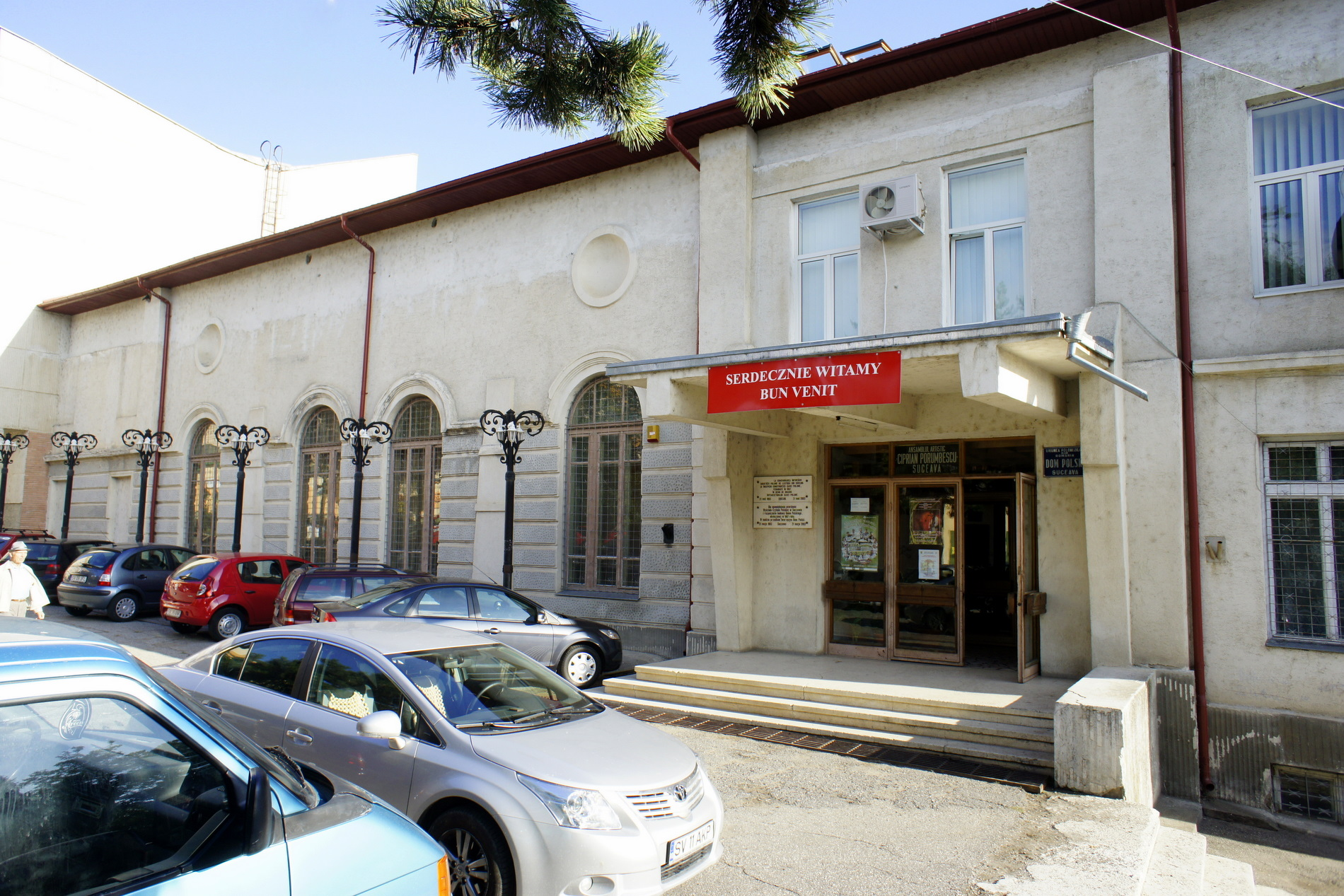
Casa Polonă din Suceava – corpul vechi (înainte de reabilitarea generală)
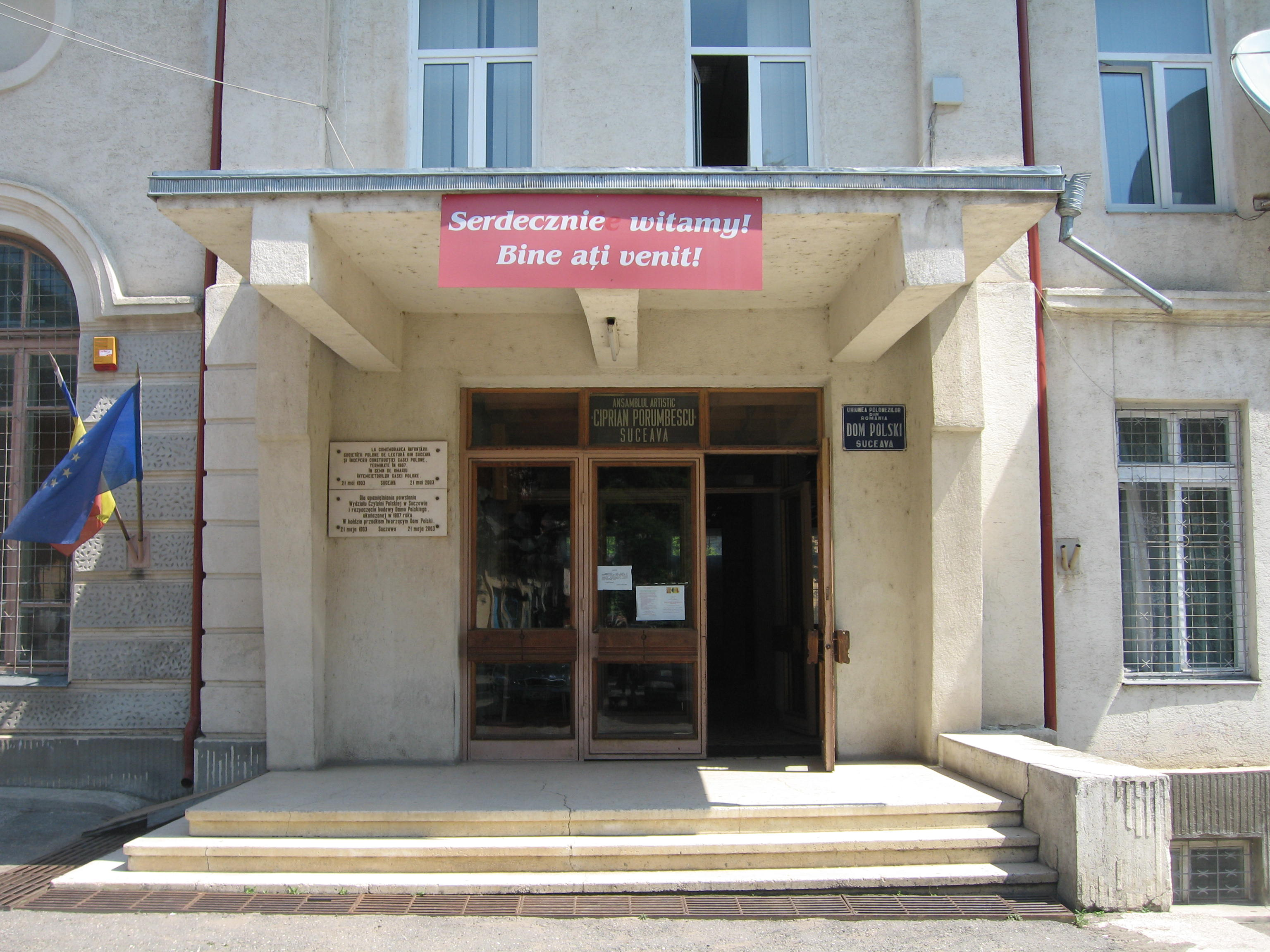
Intrarea în clădire (înainte de reabilitarea generală)
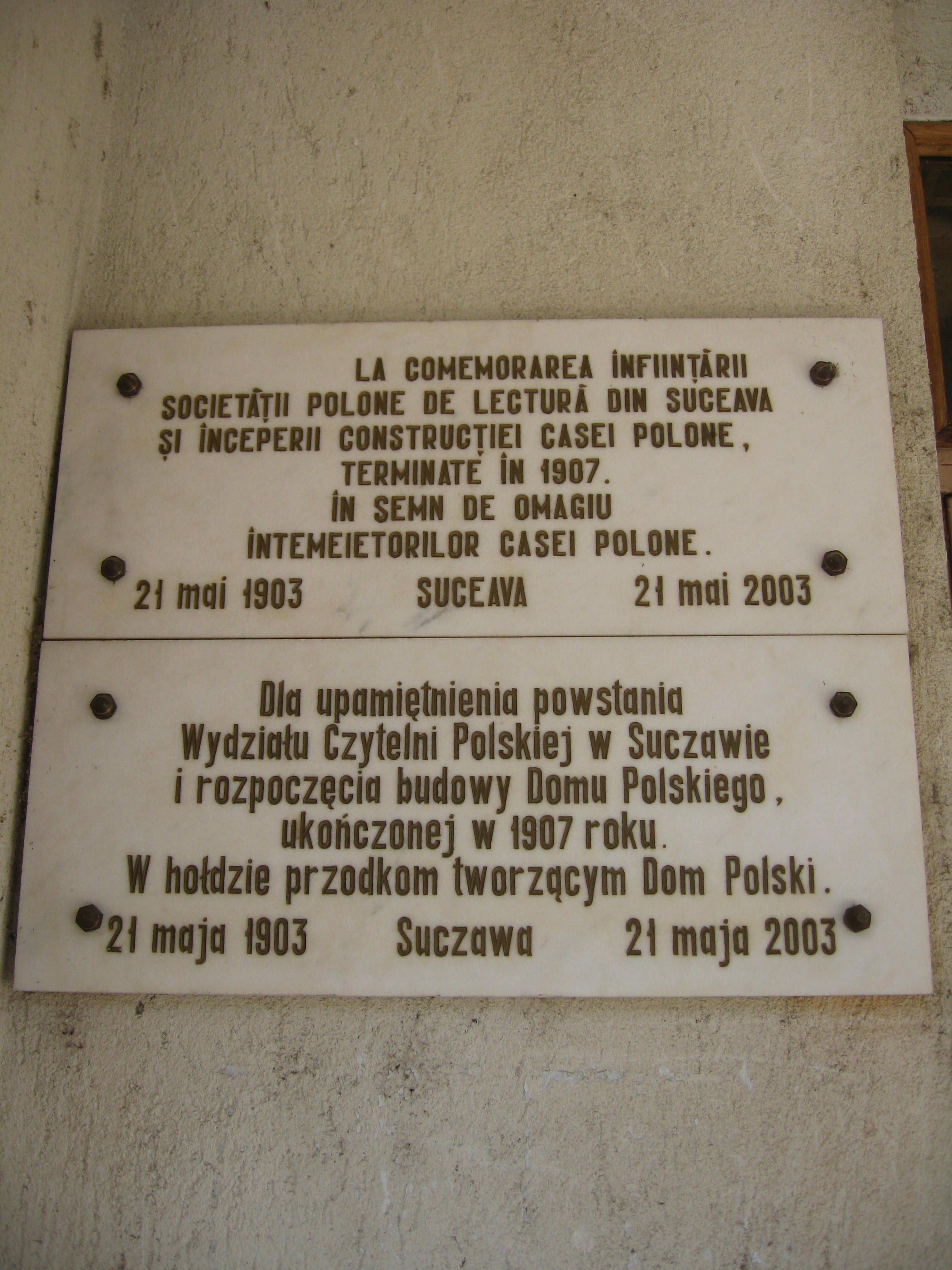
Plăci memoriale amplasate pe peretele clădirii